# Сотмаркет
Сотмаркет — российская компания, розничная сеть, специализирующаяся на продаже электроники, аксессуаров, бытовой техники и других непродовольственных товаров. Штаб-квартира находится в Москве. Также действуют точки выдачи заказов в 230 городах России.
В 2012 г. Сотмаркет вошел в ТОП-30 самых больших компаний Рунета (был поставлен на 11 место) по версии Forbes и был назван «Открытием года». В том же году ИД Коммерсант включил компанию в ТОП-20 крупнейших интернет-магазинов России.
Основателем и генеральным директором компании Сотмаркет являлся Всеволод Страх до 2014 года.
В настоящий момент компания принадлежит Группе компаний Навигатор, ООО «Найс» .

## История

##### 2004 г.
Основателю Сотмаркета Всеволоду Страху приходит в голову идея сделать сайт по продаже дата-кабелей — устройств, которые передают данные с компьютера на мобильный телефон.

##### 2005 г.
Запущен сайт интернет-магазина Сотмаркет, а название компании — официально зарегистрировано. В 2005 году в Сотмаркете работает 5 человек, все занимаются всем — от приема заказа до его доставки. Компания занимает небольшую комнату в жилом доме, площадью 15 м². Это и колл-центр, и склад, и пункт сбора и выдачи заказов.

##### 2006 г.
Начало региональной экспансии. Сотмаркет начинает принимать заказы из регионов и отправлять их по почте. В то время такую услугу не предоставляла ни одна компания-конкурент.

##### 2008 г.
Компания запускает новый сайт интернет-магазина. Кроме обновленного дизайна, меняется и начинка сайта: фундаментом выступает база данных 1С в комплексе с CRM-системой, которая разрабатывалась внутри компании. В 2008 году, вопреки кризису, компания показывает уверенный рост.

##### 2009 г.
Сотмаркет впервые открывает представительства в регионах. В мае 2009 запускается небольшой офис в Петербурге, на Гончарной улице. Через 3-4 месяца открываются пункты выдачи в Екатеринбурге, Нижнем Новгороде, Краснодаре и Уфе.

##### 2011 г.
Открыта возможность оплачивать заказ электронными деньгами и по безналичному расчету — например, кредитной картой. Одним из первых интернет-магазинов Сотмаркет подключает на своем сайте услугу потребительского кредитования, первый партнер — система КупиВкредит (оператор — Тинькофф банк). Открывается удаленный колл-центр Сотмаркета в городе Орел, в котором работает около 200 операторов.
Журнал Секрет Фирмы (ИД Коммерсант) ставит Сотмаркет на 3 место по величине оборота в рейтинге крупнейших интернет-магазинов России. В 2011 г. оборот компании составляет 1,1 млрд руб. В штате работает более 300 человек. Ежедневная посещаемость сайта — 125 тысяч человек.

##### 2012 г.
В первом полугодии компания открывает 40 новых пунктов выдачи в городах России. Общее число региональных представительств компании на конец сентября 2012 г. равняется 130.
За первое полугодие 2012 г. Сотмаркет продает товаров на такую же сумму, что за все 12 месяцев прошлого года. Увеличение оборота обеспечивается не только за счет роста трафика на сайт, но и за счет повышения показателя конверсии. Среднее значение этого показателя для Сотмаркета в тот момент — порядка 2,2 % — один из лучших показателей в сегменте электроники. Также вырастает и средний чек: к середине 2012 г. этот показатель стабилизируется на отметке 6,5 тыс.
В середине 2012 г. происходит привлечение стратегических инвестиций. Доля в Сотмаркете, равняющаяся 51 %, продана холдингу IQ One.
Компания завершает год с оборотом в 4,15 млрд рублей.

##### 2014 г.
Согласно выписке ФНС, с 19.05.2014 года ООО «Сотмаркет» находится в стадии ликвидации. Возможным правопреемником станет ООО «РитейлСистем» (Генеральный Директор Рыбалов Олег Константинович)
2015 г.
На данный момент интернет-магазин Сотмаркет принадлежит ООО «РитейлСистем».
апрель 2015 г.
Склад компании закрыт, сотрудникам объявлено о необходимости увольнения по «собственному желанию».
июнь 2015 г.
Начата монетизация входящего трафика на витрину Сотмаркет.
январь 2016 г.
Запланировано новое открытие магазина Сотмаркет.

## Рейтинги
30 крупнейших компаний Рунета — 2013. Forbes.ru (28 февраля 2013). Дата обращения: 17 февраля 2014.
Топ-100 крупнейших интернет-продавцов Рунета. Коммерсант (1 мая 2013). Дата обращения: 17 февраля 2014.

## О компании в прессе
Предприниматель Всеволод Страх: «Меня мотивирует не денежная составляющая, а захват мира». Телеканал Дождь (31 октября 2013). Дата обращения: 17 февраля 2014.
Миллиард в 24 года. Как Всеволод Страх раскрутил «Сотмаркет». Slon.ru (28 сентября 2012). Дата обращения: 17 февраля 2014. Архивировано из оригинала 5 марта 2016 года.
Герман Клименко. Дикорастущий «Сотмаркет». SeoPult.TV (17 октября 2012). Дата обращения: 17 февраля 2014.
Программа «Бизнес и немного личного». Комсомольская Правда. Дата обращения: 17 февраля 2014.
Алекс Пеганов. Интервью со Страхом: Как превратить 20 тысяч рублей в 1 миллиард? Цукерберг позвонит (23 октября 2012). Дата обращения: 17 февраля 2014. Архивировано из оригинала 5 января 2014 года.
Всеволод Страх: основатель компании Сотмаркет. Радио Маяк (15 июня 2013). Дата обращения: 17 февраля 2014. Архивировано из оригинала 21 августа 2013 года.
Людмила Мезенцева. Монетизация головы, а не мышц. Новостная служба портала ВШЭ (29 декабря 2012). Дата обращения: 17 февраля 2014.